# Gilyanov
Gilyanov là một ngôi làng thuộc vùng Quba của Azerbaijan.